# Кубряки
Кубряки (укр. Кубряки) — село в Веселиновском районе Николаевской области Украины.
Основано в 1861 году. Население по переписи 2001 года составляло 305 человек. Почтовый индекс — 57070. Телефонный код — 5163. Занимает площадь 0,767 км².

## Местный совет
57070, Николаевская обл., Веселиновский р-н, с. Кубряки